# Martin Fröst

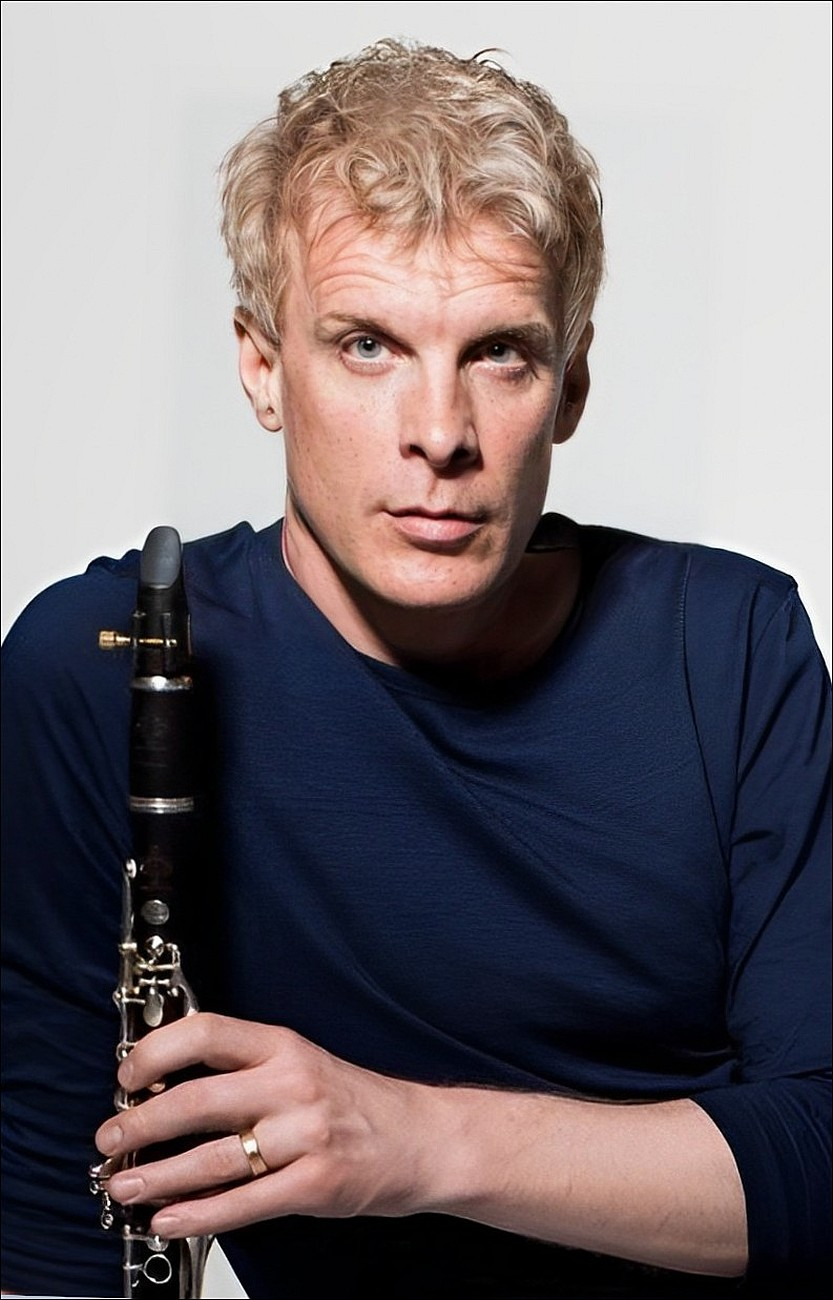
Foto 2023

Martin Fröst (14 december 1970) is een Zweedse klarinettist. Hij woont in Stockholm en werkt met orkesten en dirigenten over de hele wereld. Hij is de leider van het kamermuziekfestival Vinterfest dat jaarlijks in Mora (Zweden) plaatsvindt en ook van het Internationale kamermuziekfestival Stavanger in Noorwegen. Fröst wordt beschouwd als een van de beste klarinettisten ter wereld.

## Carrière

### Opleiding
Fröst stamt uit een muzikale familie. Zijn vader speelde altviool, zijn moeder viool. Toen hij 6 jaar was begon hij met viool spelen. Toen hij 9 was begon hij op de klarinet. Fröst studeerde bij Hans Deinzer in Duitsland en bij Sölve Kingstedt en Kjell-Inge Stevensson in Stockholm.

### Repertoire

Martin Fröst, Konzerthaus Dortmund, 2023

Het repertoire van Fröst omvat niet alleen de gebruikelijk klassieke klarinetwerken zoals het klarinetconcert van Mozart, maar ook een aantal moderne composities. Zo heeft hij de Peacock Tales van Anders Hillborg (die elementen van mime en dans omvatten) persoonlijk aanbevolen. Dit stuk speelde hij met een masker op. Andere componisten die speciaal voor Martin Fröst stukken hebben geschreven zijn Krzysztof Penderecki, Kalevi Aho (Klarinetconcert van Aho), Rolf Martinsson, Bent Sørensen, Victoria Borisova-Ollas, Karin Rehnqvist en Sven-David Sandström. Ook speelt Fröst Klezmer muziek, bijvoorbeeld van zijn broer, de Zweedse violist, arrangeur en componist Göran Fröst.

## Optredens
Fröst heeft talloze malen opgetreden, onder andere met de Wiener Symphoniker, het Orchestre National de France, de Detroit Symphony, het National Symphony Orchestra uit Washington, Gewandhaus Orchester Leipzig, en ook met het Nederlands Kamerorkest en het Concertgebouworkest. Bij het Nederlands Kamerorkest was hij in 2016 "artist in residence". In seizoen 2018/2019 is hij "Portret artiest" bij de Bamberger Symphoniker. Hij is aangesteld als dirigent bij het Zweedse Kamerorkest vanaf 2019.

## Discografie
Fröst heeft veel opgenomen voor BIS Records, waar hij een exclusief contract had, tot hij in 2014 tekende bij Sony Classical Records. Van zijn opname van het klarinetconcert en het klarinetkwintet van Mozart, samen met het Amsterdam Sinfonietta resp. het Vertavo String Quartet, uit 2003, zijn meer dan 200.000 exemplaren verkocht.

### Albums
- Martin Fröst - Vivaldi (Sony. 2020)
- Martin Fröst- Roots (Sony. 2015)
- Martin Fröst - Plays Mozart (SACD-1893, 2013)
- Martin Fröst – Dances to a Black Pipe (SACD-1863, 2011)
- Fröst & Friends (SACD-1823, 2010)
- Crusell – The Three Clarinet Concertos (SACD-1723, 2008)
- Christopher Rouse – Orchestral Music (CD-1386, 2008)
- Nielsen & Aho Clarinet Concertos (SACD-1463, 2007)
- Weber – Clarinet Concertos (SACD-1523, 2006)
- Brahms – Clarinet Sonatas & Trio (SACD-1353, 2005)
- Karin Rehnqvist – Arktis Arktis! (CD-1396, 2005)
- Holmboe – Concertos for Piano, Clarinet and Oboe; Beatus Parvo (CD-1176, 2004)
- Mozart – Clarinet Concerto & Quintet (SACD 1283, 2003)
- Schumann – Works for Clarinet & Piano (CD-944, 2003)
- James MacMillan – The Confession of Isobel Gowdie (CD-1169, 2002)
- The Pied Piper of the Opera – Opera paraphrases on the clarinet (CD-1053, 2000)
- Clarinet Concertos dedicated to Benny Goodman (CD-893, 1998)
- 'Hekas! – Östgöta Symphonic Wind Ensemble (CD-818, 1997)
- Close Up (CD-744, 1997)
- French Beauties and Swedish Beasts (CD-693, 1994)
- Penderecki (CD-652, 1994)

## Prijzen
- 1ste prijs Geneva Competition (1997)
- Nippon Music Award (1997)
- Medaille "Litteris et Artibus" (2012)
- De prijs van een Zweedse krant, de Dagens Nyheters Culture Award
- Borletti-Buitoni Trust Award 2003
- BBC Radio 3 New Generation Artist 2003-2005
- Léonie Sonning Music Prize 2014, de eerste klarinettist die deze prijs won.[3]

## Wetenswaardigheden
Fröst speelt op klarinetten van Buffet Crampon.